# Teatro Maria Pedrini
Il Teatro Maria Pedrini è il teatro comunale di Brisighella, in provincia di Ravenna, situato nel borgo storico a fianco al municipio.
È intitolato alla memoria del soprano brisighellese Maria Pedrini, protagonista in oltre duecento opere liriche in famosi teatri.

## Storia
La notizia del primo spettacolo dato a Brisighella risale al 29 settembre 1593: quel giorno i giovani del paese misero in scena sulla piazza principale una Giuditta, opera di un brisighellese, che possiamo solo supporre fosse tragica. Si trovano nuovamente notizie certe di spettacoli alla fine del XVII secolo: qui, come in altri centri, la gioventù durante il carnevale si raccoglieva per dare alcune recite, con il soccorso del pubblico denaro. La sede preferita era la sala del Palazzo Pubblico, "benignamente" concessa per gli allestimenti scenici di drammi e commedie. Si andò avanti così fino al 1824, quando venne decisa la demolizione del vecchio palazzo.
Da San Giovanni in Persiceto fu chiamato l'ingegnere Mollari, affinché si occupasse della nuova fabbrica, al cui interno doveva essere lasciato uno spazio atto a servire agli spettacoli notturni. La progettazione del nuovo teatro comunale fu affidata all'ingegnere del Comune medesimo, Giuseppe Mascolini; la perizia dei lavori, esaminata dal cardinale pontificio legato, fu approvata il 28 gennaio 1829. Per ordine del priore Giulio Metalli l'edificazione fu portata avanti in segreto, al fine di sopire i "vani cicalecci" e le polemiche di chi avrebbe voluto utilizzare quello spazio per edificare una cappella. Da molto tempo, la maggior parte degli abitanti di Brisighella desiderava infatti un teatro e ancora più ardente era la voglia di godere dei pubblici spettacoli: tanto che l'amministrazione fu costretta a concederlo ad alcune compagnie di giro, quando ancora il teatro era allo stato grezzo. Per motivi finanziari fu infatti questa l'ultima parte del Palazzo Pubblico ad essere edificata.

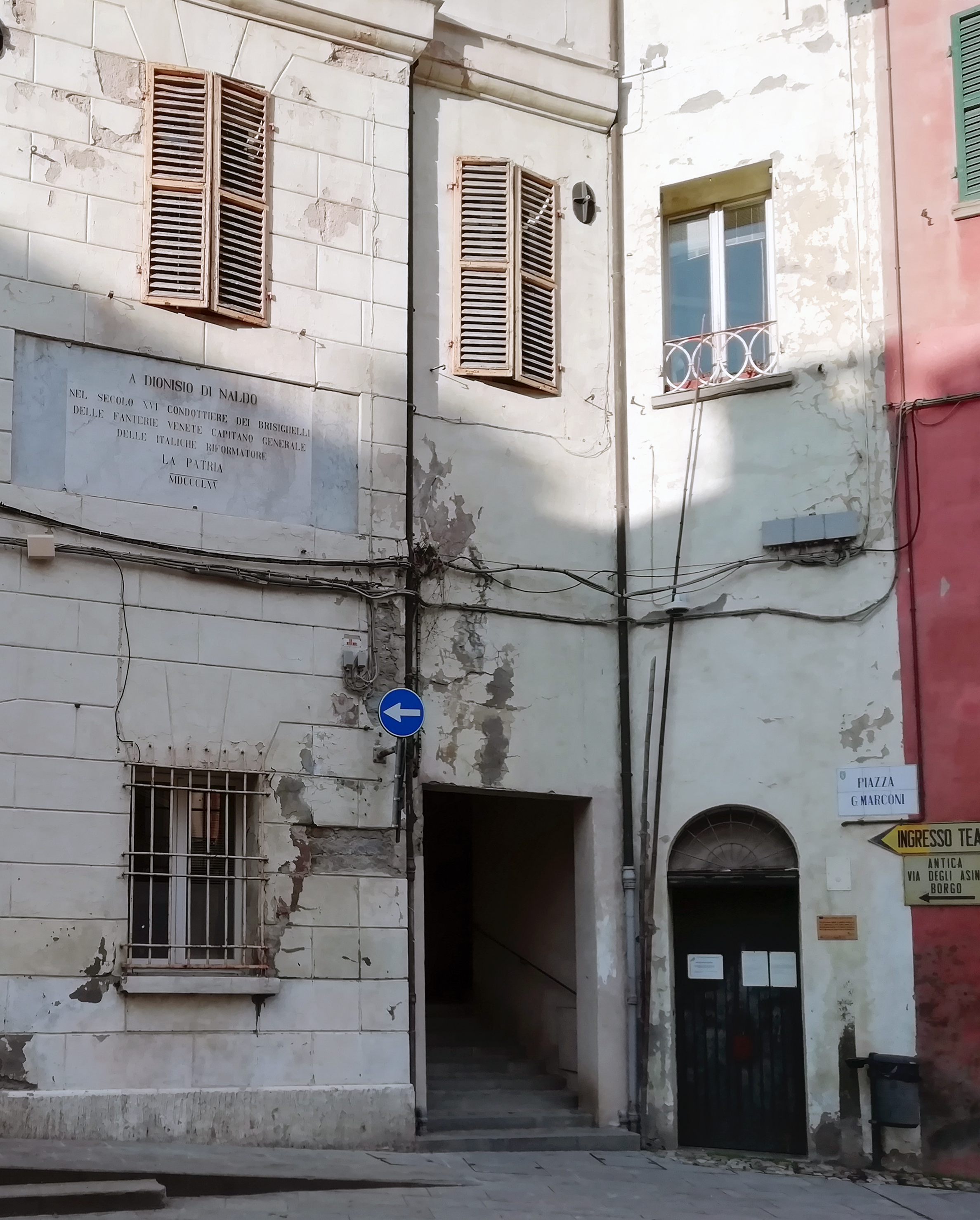
Al Teatro comunale di Brisighella si accede dalla scalinata interna che dà accesso anche alla via degli Asini

I lavori di scenografia e "macchinammo" furono opera di Gaspare e Romolo Liverani, di cui, presso l'archivio comunale, si conservano due lettere. L'edificio fu praticamente terminato nel 1832, anche se nel 1835 vennero fatte ulteriori spese per il definitivo completamento. L'inaugurazione fu comunque decisa per il mese di settembre del 1832, in occasione della festa della Beata Vergine del Monticino; il pro-legato di Ravenna autorizzò la spesa di trenta scudi per gli allestimenti necessari. Il Metelli, nella sua Storia di Brisighella, afferma che "a tale effetto venne condotta una compagnia di abili istrioni che retta dal Mascherpa stava a' servigi della Duchessa di Parma e Piacenza, la quale vi rappresentò alcune commedie del Goldoni e del Nota".
Nel nuovo teatro risplendente per le luminarie, gli uditori trassero gran diletto da queste rappresentazioni. L'ambiente che il Maccolini ebbe a disposizione per costruire il teatro era collocato dietro la sala principale della residenza municipale; esso aveva pianta irregolare, con un lato più largo ed uno più stretto che terminava con un semicerchio a foggia di coro da chiesa. La figura che più vi si poteva adattare, secondo il progettista, era quella cosiddetta a ferro di cavallo. Per un teatro che doveva servire ad un paese di duemila persone, fu intento del Maccolini usare ristrettezze nei palchi e nelle corsie, che erano ad uso di pochi, con vantaggio della platea che sarebbe servita a tutti. Concepito il progetto, Maccolini, per ripulirlo di qualche menda, consultò addirittura alcuni illustri maestri a Bologna, di cui però non si conoscono i nomi.
Nel corso degli anni il teatro è stato più volte restaurato: una prima volta nell'immediato secondo dopoguerra, per rimediare ai danni causati dagli eventi bellici, ed infine negli anni 1960. Nel corso di quest'ultimo restauro è stato rifatto il tetto secondo le tecnologie di quegli anni assai in voga (eternit e cemento armato), con conseguente perdita delle vecchie capriate lignee. Inoltre è stata ripristinata la volta, decorazione compresa. Pertanto quello che noi oggi vediamo è una riproposta classicheggiante ideata dal geometra Casadio, che a quel tempo diresse i lavori, ed eseguita dal pittore locale Tonino Del Re. L'intervento ha inoltre modernizzato la pavimentazione della platea, mentre le uscite di sicurezza sono state risolte con due porte che immettono nel sottopalco. In passato l'attività in teatro è stata assai vivace ed intensa, mentre attualmente si tengono, saltuariamente, solo manifestazioni di carattere culturale, poiché l'intera struttura necessita degli opportuni interventi di messa a norma.

## Architettura
Il teatro presenta una sala, con pianta a ferro di cavallo, piuttosto piccola e due ordini di palchi (ventiquattro in tutto, più il palco d'onore) suddivisi da dodici robuste colonne in stile dorico che sorreggono il loggione.
La decorazione è molto semplice: una serie di medaglioni orna i palchi del secondo ordine; una cornice in stucco dorato corre tutt'intorno alla trabeazione sovrastante le colonne. L'arcoscenico, altrettanto semplice, ha decorazioni floreali e medaglioni in stucco dorato.
Sul soffitto a cupola è dipinta una finta prospettiva, costituita da dodici finestre ad arco, ognuna con un vaso di fiori al centro. Il teatro è illuminato, oltre che dal lampadario centrale, da una serie di appliques.